# Dominiq Fournal
Dominiq Fournal (27. ledna 1956 – 13. října 2024) byl belgický umělec, malíř a fotograf. Jeho obrazy získaly uznání v belgických médiích. Fournal zemřel 13. října 2024 ve věku 68 let. 

## Ocenění
- Prix Gaston Bertrand (2018)